# Nagrody Mariah Carey
Mariah Carey za swoją działalność muzyczną otrzymała wiele nagród i nominacji do nich, m.in. 5 Grammy Awards, 17 World Music Awards, 11 American Music Awards i 31 Billboard Music Awards. 

## 1991
| Nagroda                                    | Kraj                            | Nominacja                         | Kategoria                       | Wynik     |
| ------------------------------------------ | ------------------------------- | --------------------------------- | ------------------------------- | --------- |
| 13th American Black Achievement Awards     |                                 | Mariah Carey (Ona sama)           | The Music Award                 | Nominacja |
| 18th American Music Awards                 |                                 | Mariah Carey (Ona sama)           | Favorite Pop/Rock Female Artist | Nominacja |
| 18th American Music Awards                 | Favorite Soul/R&B Female Artist | Mariah Carey (Ona sama)           | Nominacja                       |           |
| 18th American Music Awards                 | Favorite Pop/Rock New Artist    | Mariah Carey (Ona sama)           | Nominacja                       |           |
| Billboard Music Award                      |                                 | Mariah Carey (Ona sama)           | Hot 100 Singles Artist          | Wygrana   |
| Billboard Music Award                      | Top Adult Contemporary Artist   | Mariah Carey (Ona sama)           | Wygrana                         |           |
| Billboard Music Award                      | Top Pop Artist                  | Mariah Carey (Ona sama)           | Wygrana                         |           |
| Billboard Music Award                      | Mariah Carey                    | Top Female Album Artist           | Wygrana                         |           |
| Billboard Music Award                      | Mariah Carey                    | Top Pop Album Artist              | Wygrana                         |           |
| Billboard Music Award                      | Mariah Carey                    | Top Album Artist                  | Wygrana                         |           |
| Billboard Music Award                      | Vision of Love                  | Top Female Single Artist          | Wygrana                         |           |
| Broadcast Music Incorporated               |                                 | Love Takes Time                   | Song of the Year                | Wygrana   |
| Broadcast Music Incorporated               | Best Songwriter                 | Love Takes Time                   | Wygrana                         |           |
| Broadcast Music Incorporated               | Best Songwriter                 | Vision of Love                    | Wygrana                         |           |
| Broadcast Music Incorporated               | Best Songwriter                 | Someday                           | Wygrana                         |           |
| Broadcast Music Incorporated               | Best Songwriter                 | I Don't Wanna Cry                 | Wygrana                         |           |
| BRIT Awards                                |                                 | Mariah Carey (Ona sama)           | Best International Female       | Nominacja |
| BRIT Awards                                | Best International Newcomer     | Mariah Carey (Ona sama)           | Nominacja                       |           |
| Grammy Awards                              |                                 | Mariah Carey (Ona sama)           | Best New Artist                 | Wygrana   |
| Grammy Awards                              | Vision of Love                  | Best Female Pop Vocal Performance | Wygrana                         |           |
| Grammy Awards                              | Vision of Love                  | Song of the Year                  | Nominacja                       |           |
| Grammy Awards                              | Vision of Love                  | Record of the Year                | Nominacja                       |           |
| Grammy Awards                              | Mariah Carey                    | Album of the Year                 | Nominacja                       |           |
| 1991 New York City Music Award             |                                 | Mariah Carey (Ona sama)           | Best Female Pop Vocalist        | Wygrana   |
| Soul Train Music Awards                    |                                 | Mariah Carey (Ona sama)           | Best New Artist                 | Wygrana   |
| Soul Train Music Awards                    | Vision of Love                  | Female R&B/Soul Single            | Wygrana                         |           |
| Soul Train Music Awards                    | Vision of Love                  | Song of the Year                  | Nominacja                       |           |
| Soul Train Music Awards                    | Mariah Carey                    | Best Album of the Year, Female    | Wygrana                         |           |
| 1991 Rolling Stone Magazine's Music Awards |                                 | Mariah Carey (Ona sama)           | Best New Female Singer          | Wygrana   |

## 1992
| Nagroda                 | Kraj                            | Nominacja                                        | Kategoria                           | Wynik     |
| ----------------------- | ------------------------------- | ------------------------------------------------ | ----------------------------------- | --------- |
| American Music Awards   |                                 | Mariah Carey (Ona sama)                          | Favorite Pop/Rock Female Artist     | Nominacja |
| American Music Awards   | Favorite Soul/R&B Female Artist | Mariah Carey (Ona sama)                          | Wygrana                             |           |
| American Music Awards   | Someday                         | Favorite Dance Single                            | Nominacja                           |           |
| Billboard Music Award   |                                 | Emotions                                         | Top Female Album Artist             | Wygrana   |
| Billboard Music Award   | Emotions                        | Top Female Single Artist                         | Wygrana                             |           |
| BMI Pop Music Awards    |                                 | Mariah Carey (Ona sama)                          | Songwriter of The Year              | Wygrana   |
| Grammy Awards           |                                 | Mariah Carey (Ona sama) (oraz Walter Afanasieff) | Producer of the Year, Non-Classical | Nominacja |
| Grammy Awards           | Emotions                        | Best Female Pop Vocal Performance                | Nominacja                           |           |
| Soul Train Music Awards |                                 | Emotions                                         | Best Album of the Year, Female      | Nominacja |

## 1993
| Nagroda                   | Kraj                               | Nominacja                         | Kategoria                                          | Wynik     |
| ------------------------- | ---------------------------------- | --------------------------------- | -------------------------------------------------- | --------- |
| American Music Awards     |                                    | Mariah Carey (Ona sama)           | Favorite Pop/Rock Female Artist                    | Wygrana   |
| American Music Awards     | Favorite Soul/R&B Female Artist    | Mariah Carey (Ona sama)           | Nominacja                                          |           |
| American Music Awards     | Favorite Adult Contemporary Artist | Mariah Carey (Ona sama)           | Nominacja                                          |           |
| American Music Awards     | I'll Be There                      | Favorite Pop/Rock Single          | Nominacja                                          |           |
| American Music Awards     | MTV Unplugged EP                   | Favorite Adult Contemporary Album | Wygrana                                            |           |
| American Music Awards     | MTV Unplugged EP                   | Favorite Soul/R&B Album           | Nominacja                                          |           |
| Billboard Music Award     |                                    | Mariah Carey (Ona sama)           | Top Pop Female Artist                              | Nominacja |
| Billboard Music Award     | Top R&B Female Artist              | Mariah Carey (Ona sama)           | Nominacja                                          |           |
| Billboard Music Award     | Music Box                          | Top Female Album Artist           | Nominacja                                          |           |
| Billboard Music Award     | Dreamlover                         | Top Hot 100 Airplay Track         | Wygrana                                            |           |
| Billboard Music Award     | Dreamlover                         | Top Singles Female Artist         | Nominacja                                          |           |
| 41st BMI Pop Music Awards |                                    | Emotions                          | Best Song                                          | Wygrana   |
| 41st BMI Pop Music Awards | Can't Let Go                       | Wygrana                           | Best Song                                          |           |
| 41st BMI Pop Music Awards | Make It Happen                     | Wygrana                           | Best Song                                          |           |
| Grammy Awards             |                                    | I'll Be There                     | Best R&B Performance by a Duo or Group with Vocals | Nominacja |
| Grammy Awards             | MTV Unplugged EP                   | Best Female Pop Vocal Performance | Nominacja                                          |           |
| Soul Train Music Awards   | MTV Unplugged EP                   |                                   | Best Album of the Year, Female                     | Nominacja |

## 1994
| Nagroda                           | Kraj                                   | Nominacja                                     | Kategoria                                 | Wynik     |
| --------------------------------- | -------------------------------------- | --------------------------------------------- | ----------------------------------------- | --------- |
| American Music Awards             |                                        | Mariah Carey (Ona sama)                       | Favorite Pop/Rock Female Artist           | Nominacja |
| American Music Awards             | Favorite Soul/R&B Female Artist        | Mariah Carey (Ona sama)                       | Nominacja                                 |           |
| American Music Awards             | Dreamlover                             | Favorite Soul/R&B Single                      | Nominacja                                 |           |
| 12th ASCAP Awards                 |                                        | Hero                                          | Rhythm & Soul Songwriter                  | Wygrana   |
| ARIA Music Awards                 |                                        | Mariah Carey (Ona sama)                       | Most Popular International Solo Singer    | Wygrana   |
| ARIA Music Awards                 | Music Box                              | Most Popular Album of the Year                | Wygrana                                   |           |
| ARIA Music Awards                 | Music Box                              | Best Chart Album Performance                  | Wygrana                                   |           |
| Billboard Music Award             |                                        | Mariah Carey (Ona sama)                       | Top Pop Female Artist                     | Wygrana   |
| Billboard Music Award             | Top Singles Female Artist              | Mariah Carey (Ona sama)                       | Wygrana                                   |           |
| Billboard Music Award             | Top Hot Adult Contemporary Artists     | Mariah Carey (Ona sama)                       | Wygrana                                   |           |
| Billboard Music Award             | Top Billboard 200 Album Female Artists | Mariah Carey (Ona sama)                       | Wygrana                                   |           |
| Billboard Music Award             | Top Billboard 200 Album Artists        | Mariah Carey (Ona sama)                       | Nominacja                                 |           |
| Billboard Music Award             | Top Pop Artist                         | Mariah Carey (Ona sama)                       | Nominacja                                 |           |
| Billboard Music Award             | Top Singles Female Artist              | Mariah Carey (Ona sama)                       | Nominacja                                 |           |
| Billboard Music Award             | Top R&B Female Artists                 | Mariah Carey (Ona sama)                       | Nominacja                                 |           |
| Billboard Music Award             | Top R&B Album Female Artists           | Mariah Carey (Ona sama)                       | Nominacja                                 |           |
| Billboard Music Award             | Top R&B Singles Female Artists         | Mariah Carey (Ona sama)                       | Nominacja                                 |           |
| Billboard Music Award             | Music Box                              | Top Billboard 200 Albums                      | Nominacja                                 |           |
| Billboard Music Award             | Hero                                   | Top Hot 100 Airplay Track                     | Nominacja                                 |           |
| Billboard Music Award             | Hero                                   | Top Hot 100 Singles                           | Nominacja                                 |           |
| 42nd BMI Pop Music Awards         |                                        | Dreamlover                                    | Best Songwriter of the Year               | Wygrana   |
| BRIT Awards                       |                                        | Mariah Carey (Ona sama)                       | Best International Female                 | Nominacja |
| Golden Otto Bravo Magazine Awards |                                        | Mariah Carey (Ona sama)                       | Best Female Artist                        | Wygrana   |
| Grammy Awards                     |                                        | Dreamlover                                    | Best Female Pop Vocal Performance         | Nominacja |
| MTV Europe Music Awards           |                                        | Mariah Carey (Ona sama)                       | Best Female                               | Wygrana   |
| Smash Hits Award                  |                                        | Mariah Carey (Ona sama)                       | Best Female Solo Singer                   | Wygrana   |
| Soul Train Music Awards           |                                        | Music Box                                     | Best Album of the Year, Female            | Nominacja |
| Rockefellar Center Awards         |                                        | Music Box                                     | Worldwide Sales of over 20 million copies | Wygrana   |
| Rockefellar Center Awards         | Mariah Carey (Ona sama)                | Worldwide Sales of over 55 Million since 1990 | Wygrana                                   |           |

## 1995
| Nagroda                           | Kraj                                | Nominacja                          | Kategoria                              | Wynik     |
| --------------------------------- | ----------------------------------- | ---------------------------------- | -------------------------------------- | --------- |
| American Music Awards             |                                     | Mariah Carey (Ona sama)            | Favorite Pop/Rock Female Artist        | Wygrana   |
| American Music Awards             | Favorite Adult Contemporary Artist  | Mariah Carey (Ona sama)            | Nominacja                              |           |
| American Music Awards             | Music Box                           | Favorite Soul/R&B Album            | Nominacja                              |           |
| American Music Awards             | Music Box                           | Favorite Pop/Rock Album            | Nominacja                              |           |
| ASCAP Awards                      |                                     | Hero                               | Rhythm & Soul Songwriter               | Wygrana   |
| ASCAP Awards                      | Pop Songwriter                      | Hero                               | Wygrana                                |           |
| ASCAP Awards                      | Pop Songwriter                      | Dreamlover                         | Wygrana                                |           |
| ASCAP Awards                      | Pop Songwriter                      | Anytime You Need a Friend          | Wygrana                                |           |
| Archer Awards                     |                                     | Mariah Carey (Ona sama)            | Best Artist                            | Wygrana   |
| Archer Awards                     | Best Female Artist                  | Mariah Carey (Ona sama)            | Wygrana                                |           |
| Archer Awards                     | Fantasy                             | Best Single                        | Wygrana                                |           |
| Archer Awards                     | Daydream                            | Best Album                         | Wygrana                                |           |
| Billboard Music Award             |                                     | Mariah Carey (Ona sama)            | Top Billboard 200 Album Female Artists | Wygrana   |
| Billboard Music Award             | Top Hot 100 Singles Female Artist   | Mariah Carey (Ona sama)            | Nominacja                              |           |
| Billboard Music Award             | Top R&B Album Female Artists        | Mariah Carey (Ona sama)            | Nominacja                              |           |
| Billboard Music Award             | Fantasy                             | Top Hot 100 Single Sales           | Nominacja                              |           |
| Billboard Music Award             | Fantasy                             | Top Hot Dance Maxi-Single Sales    | Nominacja                              |           |
| Blockbuster Entertainment Awards  |                                     | Mariah Carey (Ona sama)            | Top Pop Female                         | Wygrana   |
| 43rd BMI Pop Music Awards         |                                     | Dreamlover                         | Best Pop Songwriter                    | Wygrana   |
| 43rd BMI Pop Music Awards         | Hero                                | Wygrana                            | Best Pop Songwriter                    |           |
| 43rd BMI Pop Music Awards         | Anytime you need a friend           | Wygrana                            | Best Pop Songwriter                    |           |
| Echo Preis Awards                 |                                     | Mariah Carey (Ona sama)            | Best International Female Artist       | Wygrana   |
| Golden Disc Awards                |                                     | Mariah Carey (Ona sama)            | International Artist Of The Year       | Wygrana   |
| Grammy Awards                     |                                     | Hero                               | Best Female Pop Vocal Performance      | Nominacja |
| Grammy Awards                     | Endless Love                        | Best Pop Collaboration with Vocals | Nominacja                              |           |
| Silver Otto Bravo Magazine Awards |                                     | Mariah Carey (Ona sama)            | Best Female Artist                     | Wygrana   |
| Smash Hits Award                  |                                     | Mariah Carey (Ona sama)            | Best Female Solo Singer                | Wygrana   |
| Top 10 Magazine Awards            |                                     | Mariah Carey (Ona sama)            | Supertip Singer                        | Wygrana   |
| World Music Awards                |                                     | Mariah Carey (Ona sama)            | Best Selling American Recording Artist | Wygrana   |
| World Music Awards                | Best Selling World Recording Artist | Mariah Carey (Ona sama)            | Wygrana                                |           |
| World Music Awards                | Best Selling Pop Artist             | Mariah Carey (Ona sama)            | Wygrana                                |           |

## 1996
| Nagroda                           | Kraj                                          | Nominacja                                             | Kategoria                           | Wynik     |
| --------------------------------- | --------------------------------------------- | ----------------------------------------------------- | ----------------------------------- | --------- |
| American Music Awards             |                                               | Mariah Carey (Ona sama)                               | Favorite Pop/Rock Female Artist     | Wygrana   |
| American Music Awards             | Favorite Soul/R&B Female Artist               | Mariah Carey (Ona sama)                               | Wygrana                             |           |
| Billboard Music Award             |                                               | Mariah Carey (Ona sama)                               | Top Hot 100 Singles Artist          | Wygrana   |
| Billboard Music Award             | Top Adult Contemporary Artist                 | Mariah Carey (Ona sama)                               | Wygrana                             |           |
| Billboard Music Award             | One Sweet Day                                 | Top Hot 100 Singles                                   | Wygrana                             |           |
| Billboard Music Award             | One Sweet Day                                 | Special Award - Record 16 weeks at #1                 | Wygrana                             |           |
| Billboard Music Award             | Always Be My Baby                             | Top Hot 100 Airplay Track                             | Wygrana                             |           |
| Billboard Music Award             | Always Be My Baby                             | Top Hot 100 Singles                                   | Nominacja                           |           |
| Blockbuster Entertainment Awards  |                                               | Fantasy                                               | Favorite Single                     | Wygrana   |
| Blockbuster Entertainment Awards  | One Sweet Day                                 | Favorite Adult Contemporary Single Female             | Wygrana                             |           |
| 44th BMI Pop Music Awards         |                                               | Anytime you need a friend                             | Best Pop Songwriter                 | Wygrana   |
| BRIT Awards                       |                                               | Mariah Carey (Ona sama)                               | Best International Female           | Nominacja |
| Bronze Otto Bravo Magazine Awards |                                               | Mariah Carey (Ona sama)                               | Best Female Artist                  | Wygrana   |
| Grammy Awards                     |                                               | Daydream                                              | Album of the Year                   | Nominacja |
| Grammy Awards                     | Best Pop Vocal Album                          | Daydream                                              | Nominacja                           |           |
| Grammy Awards                     | Fantasy                                       | Best Female Pop Vocal Performance                     | Nominacja                           |           |
| Grammy Awards                     | One Sweet Day                                 | Best Pop Collaboration with Vocals                    | Nominacja                           |           |
| Grammy Awards                     | One Sweet Day                                 | Record of the Year                                    | Nominacja                           |           |
| Grammy Awards                     | Always be my baby                             | Best Female R&B Vocal Performance                     | Nominacja                           |           |
| IFPI Platinum Europe Awards       |                                               | Daydream                                              | Platinum Europe Award               | Wygrana   |
| IFPI Platinum Europe Awards       | Merry Christmas                               | Wygrana                                               | Platinum Europe Award               |           |
| Golden Disc Awards                |                                               | Daydream                                              | International Pop Album Of The Year | Wygrana   |
| Golden Disc Awards                | Mariah Carey (Ona sama)                       | International Artist Of The Year                      | Wygrana                             |           |
| MTV Video Music Awards            |                                               | One Sweet Day                                         | Best R&B Video                      | Nominacja |
| NAACP Image Awards                |                                               | Daydream                                              | Outstanding Female Artist           | Nominacja |
| NAACP Image Awards                | One Sweet Day                                 | Outstanding Performance in a Variety Serials/Specials | Nominacja                           |           |
| NARM Awards                       |                                               | Daydream                                              | Best Selling R&B Recording          | Wygrana   |
| NARM Awards                       | Fantasy                                       | Best Selling Dance Recording                          | Wygrana                             |           |
| People's Choice Awards            |                                               | Mariah Carey (Ona sama)                               | Favorite Female Musical Performer   | Nominacja |
| Soul Train Music Awards           |                                               | Daydream                                              | Best Album of the Year, Female      | Nominacja |
| TMF Awards                        |                                               | Mariah Carey (Ona sama)                               | Best International Female Singer    | Wygrana   |
| National Dance Music Award        |                                               | Mariah Carey (Ona sama)                               | Dance Artist Of The Year            | Wygrana   |
| National Dance Music Award        | Fantasy                                       | Dance Record Of The Year                              | Wygrana                             |           |
| 103 TV Awards                     |                                               | Always be my baby                                     | Most Played Video                   | Nominacja |
| World Music Awards                |                                               | Mariah Carey (Ona sama)                               | Best Selling Female R&B Artist      | Wygrana   |
| World Music Awards                | Best Selling Overall Female Recording Artist  | Mariah Carey (Ona sama)                               | Wygrana                             |           |
| World Music Awards                | Best Selling Female Pop Artist                | Mariah Carey (Ona sama)                               | Wygrana                             |           |
| World Music Awards                | Best Selling American Female Recording Artist | Mariah Carey (Ona sama)                               | Wygrana                             |           |

## 1997
| Nagroda                           | Kraj                               | Nominacja               | Kategoria                       | Wynik     |
| --------------------------------- | ---------------------------------- | ----------------------- | ------------------------------- | --------- |
| American Music Awards             |                                    | Mariah Carey (Ona sama) | Favorite Pop/Rock Female Artist | Nominacja |
| American Music Awards             | Favorite Soul/R&B Female Artist    | Mariah Carey (Ona sama) | Nominacja                       |           |
| American Music Awards             | Favorite Adult Contemporary Artist | Mariah Carey (Ona sama) | Nominacja                       |           |
| American Music Awards             | Daydream                           | Favorite Pop/Rock Album | Nominacja                       |           |
| American Music Awards             | Daydream                           | Favorite Soul/R&B Album | Nominacja                       |           |
| ASCAP Awards                      |                                    | One Sweet Day           | Rhythm & Soul Songwriter        | Wygrana   |
| 45th BMI Pop Music Awards         |                                    | Fantasy                 | Best Pop Songwriter             | Wygrana   |
| 45th BMI Pop Music Awards         | Always be my baby                  | Wygrana                 | Best Pop Songwriter             |           |
| 45th BMI Pop Music Awards         | Forever                            | Wygrana                 | Best Pop Songwriter             |           |
| 45th BMI Pop Music Awards         | One Sweet Day                      | Wygrana                 | Best Pop Songwriter             |           |
| 45th BMI Pop Music Awards         | One Sweet Day                      | Song of the Year        | Wygrana                         |           |
| IFPI Platinum Europe Awards       |                                    | Butterfly               | Platinum Europe Award           | Wygrana   |
| Silver Otto Bravo Magazine Awards |                                    | Mariah Carey (Ona sama) | Best Female Artist              | Wygrana   |
| VH1 Viewers Poll Awards           |                                    | Mariah Carey (Ona sama) | Artist of the Year              | Wygrana   |

## 1998
| Nagroda                                  | Kraj                                     | Nominacja                         | Kategoria                                                    | Wynik     |
| ---------------------------------------- | ---------------------------------------- | --------------------------------- | ------------------------------------------------------------ | --------- |
| American Music Awards                    |                                          | Mariah Carey (Ona sama)           | Favorite Soul/R&B Female Artist                              | Wygrana   |
| Billboard Music Awards                   |                                          | Mariah Carey (Ona sama)           | 13 #1 singles by a female solo artist                        | Wygrana   |
| Billboard Music Awards                   | Top R&B Female Artists                   | Mariah Carey (Ona sama)           | Nominacja                                                    |           |
| Billboard Music Awards                   | Top Hot Dance Maxi-Singles Sales Artists | Mariah Carey (Ona sama)           | Wygrana                                                      |           |
| Billboard Music Awards                   | My All/Fly Away (Butterfly Reprise)      | Top Hot Dance Maxi-Singles Sales  | Nominacja                                                    |           |
| Blockbuster Entertainment Awards         |                                          | Butterfly                         | Top Album Female Artist                                      | Wygrana   |
| 46th BMI Pop Music Awards                |                                          | Always be my Baby                 | Best Pop Songwriter                                          | Wygrana   |
| Otto Bravo Magazine Awards               |                                          | Mariah Carey (Ona sama)           | Best Female Artist                                           | Nominacja |
| Grammy Awards                            |                                          | Honey                             | Best Female R&B Vocal Performance                            | Nominacja |
| Grammy Awards                            | Best R&B Song                            | Honey                             | Nominacja                                                    |           |
| Grammy Awards                            | Butterfly                                | Best Female Pop Vocal Performance | Nominacja                                                    |           |
| 3rd IFPI Platinum Europe Awards          |                                          | #1's                              | Platinum Europe Award                                        | Wygrana   |
| Golden Disc Awards                       |                                          | Butterfly                         | International Pop Album Of The Year                          | Wygrana   |
| International Achievement In Arts Awards |                                          | Mariah Carey (Ona sama)           | Entertainer of The Year                                      | Wygrana   |
| 1998 Long Island Music Awards            |                                          | Mariah Carey (Ona sama)           | Best Female Singer                                           | Wygrana   |
| MOBO Awards                              |                                          | My All                            | Best International Single                                    | Nominacja |
| MTV Video Music Awards                   |                                          | Honey (Remix)                     | Best Female Video                                            | Nominacja |
| NAACP Image Awards                       |                                          | Butterfly                         | Outstanding Female Artist                                    | Nominacja |
| Lady of Soul Awards                      |                                          | Mariah Carey (Ona sama)           | The Aretha Franklin Award for Female Entertainer of The Year | Wygrana   |
| 10th World Music Awards                  |                                          | Mariah Carey (Ona sama)           | Best Selling Female Soul/R&B Artist                          | Wygrana   |
| 10th World Music Awards                  | Best Selling Artist of the 90's          | Mariah Carey (Ona sama)           | Wygrana                                                      |           |

## 1999
| Nagroda                          | Kraj                                   | Nominacja                                                          | Kategoria                                               | Wynik     |
| -------------------------------- | -------------------------------------- | ------------------------------------------------------------------ | ------------------------------------------------------- | --------- |
| ALMA Awards                      |                                        | Honey                                                              | Outstanding Music Video                                 | Nominacja |
| ALMA Awards                      | When You Believe                       | Nominacja                                                          | Outstanding Music Video                                 |           |
| ALMA Awards                      | When You Believe                       | Outstanding Performance of a Song for a Feature Film               | Nominacja                                               |           |
| ALMA Awards                      | Around the World                       | Outstanding Performance by Individual in a Music Series or Special | Nominacja                                               |           |
| 17th ASCAP Awards                |                                        | Honey                                                              | Best Pop Songwriter                                     | Wygrana   |
| Billboard Music Award            |                                        | Mariah Carey (Ona sama)                                            | Song of the Decade (One Sweet Day) Artist of the Decade | Wygrana   |
| Billboard Music Award            | Top Billboard 200 Album Female Artists | Mariah Carey (Ona sama)                                            | Nominacja                                               |           |
| Billboard Music Award            | Top R&B / Hip-Hop Album Female Artists | Mariah Carey (Ona sama)                                            | Nominacja                                               |           |
| Blockbuster Entertainment Awards |                                        | Mariah Carey (Ona sama)                                            | Favorite Pop Female                                     | Wygrana   |
| 47th BMI Pop Music Awards        |                                        | Mariah Carey (Ona sama)                                            | Best Songwriter of the Year                             | Wygrana   |
| 47th BMI Pop Music Awards        | Honey                                  | Best Pop Songwriter                                                | Wygrana                                                 |           |
| 47th BMI Pop Music Awards        | Butterfly                              | Best Pop Songwriter                                                | Wygrana                                                 |           |
| 47th BMI Pop Music Awards        | My All                                 | Best Pop Songwriter                                                | Wygrana                                                 |           |
| Congressional Award Foundation   |                                        | Mariah Carey (Ona sama)                                            |                                                         |           |
| Congressional Award Foundation   | Howard Humanitarian Award              | Mariah Carey (Ona sama)                                            | Wygrana                                                 |           |
| 4th IFPI Platinum Europe Awards  |                                        | Rainbow                                                            | Platinum Europe Award                                   | Wygrana   |
| Golden Disc Awards               |                                        | #1's                                                               | International Pop Album Of The Year                     | Wygrana   |
| MTV Europe Music Awards          |                                        | Mariah Carey (Ona sama)                                            | Best R&B Artist                                         | Nominacja |
| NAACP Image Awards               |                                        | When You Believe                                                   | Outstanding Duo or Group                                | Wygrana   |
| NAACP Image Awards               | Outstanding Music Video                | When You Believe                                                   | Nominacja                                               |           |
| NAACP Image Awards               | Outstanding Song                       | When You Believe                                                   | Nominacja                                               |           |
| NAACP Image Awards               | #1's                                   | Outstanding Album                                                  | Nominacja                                               |           |
| NABOB Awards                     |                                        | Mariah Carey (Ona sama)                                            | Entertainer of the Year                                 | Wygrana   |

### 1999 & 2000
| Year | Nagroda                 | Kraj             | Nominacja                                                                | Nominowana praca | Kategoria                                 | Wynik   |
| ---- | ----------------------- | ---------------- | ------------------------------------------------------------------------ | ---------------- | ----------------------------------------- | ------- |
| 2000 | ASCAP Awards            |                  | Stephen Schwartz                                                         | When You Believe | Most Performed Songs from Motion Pictures | Wygrana |
| 1999 | Academy Awards          | Stephen Schwartz | Best Original Song                                                       | When You Believe | Wygrana                                   |         |
| 1999 | BFCA Award              | Stephen Schwartz | Best Film Song                                                           | When You Believe | Wygrana                                   |         |
| 2000 | BMI Pop Music Awards    | Stephen Schwartz | Best Pop Songwriter                                                      | When You Believe | Wygrana                                   |         |
| 1999 | Golden Globe Awards     | Stephen Schwartz | Best Original Song                                                       | When You Believe | Nominacja                                 |         |
| 2000 | Grammy Awards           | Stephen Schwartz | Best Song Written for a Motion Picture, Television or Other Visual Media | When You Believe | Nominacja                                 |         |
| 1999 | Golden Satellite Awards | Stephen Schwartz | Best Original Song in a Motion Picture                                   | When You Believe | Nominacja                                 |         |

## 2000
| Nagroda                          | Kraj                    | Nominacja                  | Kategoria                                    | Wynik     |
| -------------------------------- | ----------------------- | -------------------------- | -------------------------------------------- | --------- |
| American Music Awards            |                         | Mariah Carey (Ona sama)    | Lifetime Of Achievement Award                | Wygrana   |
| Blockbuster Entertainment Awards |                         | Mariah Carey (Ona sama)    | Favorite Female Artist R&B                   | Wygrana   |
| Blockbuster Entertainment Awards | When You Believe        | Favorite Song from a Movie | Nominacja                                    |           |
| Grammy Awards                    | When You Believe        |                            | Best Pop Collaboration with Vocals           | Nominacja |
| NRJ Music Awards                 |                         | Mariah Carey (Ona sama)    | Best International Artist                    | Wygrana   |
| Golden Disc Awards               |                         | Rainbow                    | International Pop Album Of The Year          | Wygrana   |
| DMX Music Awards                 |                         | Mariah Carey (Ona sama)    | Ultimate Diva                                | Wygrana   |
| Soul Train Music Awards          |                         | Heartbreaker               | Best R&B/Soul Female Single                  | Nominacja |
| World Music Awards               |                         | Mariah Carey (Ona sama)    | Best Selling Female Artist of the Millennium | Wygrana   |
| World Music Awards               | Best Selling R&B Female | Mariah Carey (Ona sama)    | Wygrana                                      |           |

## 2001
| Nagroda                                             | Kraj | Nominacja               | Kategoria                          | Wynik     |
| --------------------------------------------------- | ---- | ----------------------- | ---------------------------------- | --------- |
| Billboard Music Awards                              |      | Loverboy                | Top Hot 100 Single Sales           | Wygrana   |
| 1st BMI Urban Music Awards                          |      | Thank God I Found You   | Best Songwriter of the Year        | Wygrana   |
| Make-A-Wish Foundation's 2000 Chris Greicius Awards |      | Mariah Carey (Ona sama) | Celebrity Wish Granter of the Year | Wygrana   |
| Grammy Awards                                       |      | Thank God I Found You   | Best Pop Collaboration with Vocals | Nominacja |
| MTV Europe Music Awards                             |      | Mariah Carey (Ona sama) | Best Female                        | Nominacja |
| People Magazine                                     |      | Mariah Carey (Ona sama) | 25 Most Intriguing People          | Wygrana   |
| Radio Music Awards                                  |      | Mariah Carey (Ona sama) | Most Requested Artist of the Year  | Wygrana   |

## 2002
| Nagroda                      | Kraj                    | Nominacja                  | Kategoria                                                     | Wynik     |
| ---------------------------- | ----------------------- | -------------------------- | ------------------------------------------------------------- | --------- |
| ALMA Awards                  |                         | Mariah Carey (Ona sama)    | Outstanding Performance in a Music, Variety or Comedy Special | Nominacja |
| Billboard R&B/Hip-Hop Awards |                         | Loverboy                   | Top R&B/Hip-Hop Single - Sales                                | Wygrana   |
| Golden Raspberry Awards      |                         | Mariah Carey (Ona sama)    | Worst Actress                                                 | Wygrana   |
| Golden Raspberry Awards      | Mariah Carey's cleavage | Worst Screen Couple        | Nominacja                                                     |           |
| Grammy Awards                |                         | Didn't Mean To Turn You On | Producer of the Year, Non-Classical                           | Nominacja |
| Grammy Awards                | Never Too Far           | Nominacja                  | Producer of the Year, Non-Classical                           |           |
| Grammy Awards                | Twister                 | Nominacja                  | Producer of the Year, Non-Classical                           |           |
| MTV Asia Awards              |                         | Mariah Carey (Ona sama)    | Favorite Female Artist                                        | Nominacja |

## 2003
| Nagroda                                   | Kraj             | Nominacja                       | Kategoria                               | Wynik     |
| ----------------------------------------- | ---------------- | ------------------------------- | --------------------------------------- | --------- |
| American Heroes Awards                    |                  | Mariah Carey (Ona sama)         |                                         |           |
| Billboard Music Awards                    |                  | Mariah Carey (Ona sama)         | Top Hot Dance Maxi-Singles Sales Artist | Wygrana   |
| Billboard Music Awards                    | Through the Rain | Top Hot Dance Maxi-Single Sales | Nominacja                               |           |
| Billboard Music Awards                    | The Remixes      | Top Electronic Album            | Nominacja                               |           |
| Cove Magazine                             |                  | Mariah Carey (Ona sama)         |                                         |           |
| Grammy Awards                             |                  | Through the Rain                | Producer of the Year, Non-Classical     | Nominacja |
| IFPI Platinum Europe Awards               |                  | #1's                            | Platinum Europe Award                   | Wygrana   |
| Golden Disc Awards                        |                  | Charmbracelet                   | Rock & Pop Album of the Year            | Wygrana   |
| MTV's Polls                               |                  | Mariah Carey                    | Best Voice                              | Wygrana   |
| MTV's Total Request Live                  |                  | Loverboy                        | Best Vehicle Hook-Up                    | Wygrana   |
| MTV Video Music Awards                    |                  | I Know What You Want            | Best Hip-Hop Video                      | Nominacja |
| MTV Video Music Brasil                    |                  | Boy (I Need You)                | Best International Video                | Nominacja |
| 2003 NRJ Radio Music Awards               |                  | Mariah Carey (Ona sama)         | Most Played Artist                      | Wygrana   |
| RIAA Awards                               |                  | Mariah Carey (Ona sama)         | Blue Diamond Award                      | Wygrana   |
| Soul Train Music Awards                   |                  | Mariah Carey (Ona sama)         |                                         |           |
| Wild Writings Online Awards               |                  | My Saving Grace                 | Best Unreleased Album Track             | Wygrana   |
| World Music Awards                        |                  | Mariah Carey (Ona sama)         | Diamond Award                           | Wygrana   |
| Z100 New York Achievement in Music Awards |                  | Mariah Carey (Ona sama)         | Achievement Award                       | Wygrana   |

## 2004
| Nagroda                               | Kraj                 | Nominacja                          | Kategoria                       | Wynik   |
| ------------------------------------- | -------------------- | ---------------------------------- | ------------------------------- | ------- |
| Female First Poll                     |                      | Mariah Carey (Ona sama)            | Best Dressed for 2004 Celebrity | Wygrana |
| 1st Groovevolt Music & Fashion Awards |                      | Charmbracelet                      | Best Album Female               | Wygrana |
| 1st Groovevolt Music & Fashion Awards | Through the Rain     | Best Pop Song Performance — Female | Wygrana                         |         |
| 1st Groovevolt Music & Fashion Awards | My Saving Grace      | Best Pop Unreleased Album Track    | Wygrana                         |         |
| 1st Groovevolt Music & Fashion Awards | I Know What You Want | Best Hip-Hop Collaboration         | Wygrana                         |         |
| MTV Asia Awards                       |                      | Mariah Carey (Ona sama)            | The Lifetime Achievement Award  | Wygrana |

## 2005
| Nagroda                                   | Kraj                                    | Nominacja                                 | Kategoria                                   | Wynik     |
| ----------------------------------------- | --------------------------------------- | ----------------------------------------- | ------------------------------------------- | --------- |
| American Music Awards                     |                                         | Mariah Carey (Ona sama)                   | Favorite Soul/R&B Female Artist             | Wygrana   |
| American Music Awards                     | Favorite Pop/Rock Female Artist         | Mariah Carey (Ona sama)                   | Nominacja                                   |           |
| American Music Awards                     | The Emancipation Of Mimi                | Favorite Pop/Rock Album                   | Nominacja                                   |           |
| American Music Awards                     | The Emancipation Of Mimi                | Favorite Soul/R&B Album                   | Nominacja                                   |           |
| Bambi Awards                              |                                         | Mariah Carey (Ona sama)                   | Pop International Artist                    | Wygrana   |
| BET Awards                                |                                         | Mariah Carey (Ona sama)                   | Best R&B Artists                            | Nominacja |
| Billboard Music Awards                    |                                         | Mariah Carey (Ona sama)                   | Top Billboard 200 Album Female Artist       | Wygrana   |
| Billboard Music Awards                    | Top R&B/Hip-Hop Female Artist           | Mariah Carey (Ona sama)                   | Wygrana                                     |           |
| Billboard Music Awards                    | Top R&B/Hip-Hop Album Female Artist     | Mariah Carey (Ona sama)                   | Wygrana                                     |           |
| Billboard Music Awards                    | Top Hot R&B/Hip-Hop Songs Female Artist | Mariah Carey (Ona sama)                   | Wygrana                                     |           |
| Billboard Music Awards                    | Top Pop Artist                          | Mariah Carey (Ona sama)                   | Nominacja                                   |           |
| Billboard Music Awards                    | Top Pop Female Artist                   | Mariah Carey (Ona sama)                   | Nominacja                                   |           |
| Billboard Music Awards                    | Top Billboard 200 Album Artist          | Mariah Carey (Ona sama)                   | Nominacja                                   |           |
| Billboard Music Awards                    | Top Hot 100 Singles Artist              | Mariah Carey (Ona sama)                   | Nominacja                                   |           |
| Billboard Music Awards                    | Top Hot 100 Singles Female Artist       | Mariah Carey (Ona sama)                   | Nominacja                                   |           |
| Billboard Music Awards                    | Top Pop 100 Artist                      | Mariah Carey (Ona sama)                   | Nominacja                                   |           |
| Billboard Music Awards                    | Top R&B/Hip-Hop Artist                  | Mariah Carey (Ona sama)                   | Nominacja                                   |           |
| Billboard Music Awards                    | Top R&B/Hip-Hop Album Artist            | Mariah Carey (Ona sama)                   | Nominacja                                   |           |
| Billboard Music Awards                    | Top Hot R&B/Hip-Hop Songs Artist        | Mariah Carey (Ona sama)                   | Nominacja                                   |           |
| Billboard Music Awards                    | Top Hot Adult R&B Artist                | Mariah Carey (Ona sama)                   | Nominacja                                   |           |
| Billboard Music Awards                    | Top Rhythmic Artist                     | Mariah Carey (Ona sama)                   | Nominacja                                   |           |
| Billboard Music Awards                    | Top Hot Dance Club Play Artist          | Mariah Carey (Ona sama)                   | Nominacja                                   |           |
| Billboard Music Awards                    | Top Hot Dance Airplay Artist            | Mariah Carey (Ona sama)                   | Nominacja                                   |           |
| Billboard Music Awards                    | The Emancipation Of Mimi                | Top Billboard 200 Album                   | Nominacja                                   |           |
| Billboard Music Awards                    | The Emancipation Of Mimi                | Top R&B/Hip-Hop Album                     | Nominacja                                   |           |
| Billboard Music Awards                    | We Belong Together                      | Top Hot 100 Single                        | Wygrana                                     |           |
| Billboard Music Awards                    | We Belong Together                      | Top Hot 100 Single Airplay                | Wygrana                                     |           |
| Billboard Music Awards                    | We Belong Together                      | Top Rhythmic Song                         | Wygrana                                     |           |
| Billboard Music Awards                    | We Belong Together                      | Top Pop 100 Song                          | Nominacja                                   |           |
| Billboard Music Awards                    | We Belong Together                      | Top Pop 100 Airplay Track                 | Nominacja                                   |           |
| Billboard Music Awards                    | We Belong Together                      | Top Hot R&B/Hip-Hop Song                  | Nominacja                                   |           |
| Billboard Music Awards                    | We Belong Together                      | Top Hot R&B/Hip-Hop Song Airplay          | Nominacja                                   |           |
| Billboard Music Awards                    | We Belong Together                      | Top Adult R&B Song                        | Nominacja                                   |           |
| Billboard Music Awards                    | We Belong Together                      | Top Hot Dance Club Play Single            | Nominacja                                   |           |
| Capital Awards                            |                                         | Mariah Carey (Ona sama)                   | Outstanding Contribution to Music           | Wygrana   |
| Groovevolt Music & Fashion Awards         |                                         | U Make Me Wanna                           | Best Song Collaboration, Duo or Group       | Wygrana   |
| IFPI Platinum Europe Awards               |                                         | The Emancipation of Mimi                  | Platinum Europe Award                       | Wygrana   |
| Kiss Awards                               |                                         | Mariah Carey (Ona sama)                   | Best Female Artist                          | Wygrana   |
| Kiss Awards                               | The Emancipation of Mimi                | Best Album                                | Nominacja                                   |           |
| Kiss Awards                               | We Belong Together                      | Best Song                                 | Nominacja                                   |           |
| Kiss Awards                               | We Belong Together                      | Most wanted Download                      | Nominacja                                   |           |
| Lady of Soul Award                        |                                         | The Emancipation of Mimi                  | Best Album                                  | Wygrana   |
| Lady of Soul Award                        | We Belong Together                      | Best Solo Single                          | Wygrana                                     |           |
| Mobo Awards                               |                                         | Mariah Carey (Ona sama)                   | Best R&B Act                                | Nominacja |
| Mobo Awards                               | Best R&B                                | Mariah Carey (Ona sama)                   | Nominacja                                   |           |
| Mobo Awards                               | The Emancipation of Mimi                | Best Album                                | Nominacja                                   |           |
| MTV Video Music Awards                    |                                         | We Belong Together                        | Best Female Video                           | Nominacja |
| MTV Video Music Awards                    | Best R&B Video                          | We Belong Together                        | Nominacja                                   |           |
| MTV Europe Music Awards                   |                                         | Mariah Carey (Ona sama)                   | Best Female                                 | Nominacja |
| MTV Europe Music Awards                   | Best R&B                                | Mariah Carey (Ona sama)                   | Nominacja                                   |           |
| MTV Immies                                |                                         | Mariah Carey (Ona sama)                   | Best International Female Pop Act           | Wygrana   |
| MTV Video Music Awards Japan              |                                         | Mariah Carey (Ona sama)                   | International Video Icon Award              | Wygrana   |
| New York Chapter Recording Academy Honors |                                         | Mariah Carey (Ona sama)                   | Outstanding achievements                    | Wygrana   |
| Radio Music Awards                        |                                         | Mariah Carey (Ona sama)                   | Artist of the Year/Urban and Rhythmic Radio | Wygrana   |
| Radio Music Awards                        | Legend Award                            | Mariah Carey (Ona sama)                   | Wygrana                                     |           |
| Radio Music Awards                        | We Belong Together                      | Song of the Year/Mainstream Hit Radio     | Wygrana                                     |           |
| Radio Music Awards                        | We Belong Together                      | Song of the Year/Urban and Rhythmic Radio | Wygrana                                     |           |
| 2005 The Reign Awards                     |                                         | Mariah Carey (Ona sama)                   | Outstanding Achievements                    | Wygrana   |
| 2005 Shangay Music Awards                 |                                         | Mariah Carey (Ona sama)                   | International Artist Of The Year            | Wygrana   |
| Teen Choice Awards                        |                                         | Mariah Carey (Ona sama)                   | Choice Music: R&B Artist                    | Wygrana   |
| Teen Choice Awards                        | Choice Music: Female Artist             | Mariah Carey (Ona sama)                   | Nominacja                                   |           |
| Teen Choice Awards                        | We Belong Together                      | Choice Love Song                          | Wygrana                                     |           |
| 2005 Teen People Awards                   |                                         | Mariah Carey (Ona sama)                   | Teen People AwardsArtist of the Year        | Wygrana   |
| VIBE Awards                               |                                         | Mariah Carey (Ona sama)                   | Artist of the Year                          | Wygrana   |
| VIBE Awards                               | R&B Voice of the Year                   | Mariah Carey (Ona sama)                   | Wygrana                                     |           |
| VIBE Awards                               | The Emancipation of Mimi                | Album of the Year                         | Wygrana                                     |           |
| VIBE Awards                               | We Belong Together                      | Best R&B Song                             | Wygrana                                     |           |
| XM Nation Music Awards                    |                                         | Mariah Carey (Ona sama)                   | Best Comeback of the Year                   | Wygrana   |
| World Music Awards                        |                                         | Mariah Carey (Ona sama)                   | Best Selling Pop Female Artist              | Wygrana   |
| World Music Awards                        | Best Selling R&B Artist                 | Mariah Carey (Ona sama)                   | Wygrana                                     |           |
| World Music Awards                        | Female Entertainer Of The Year          | Mariah Carey (Ona sama)                   | Wygrana                                     |           |
| World Music Awards                        | We Belong Together                      | World's Most-Played Single                | Wygrana                                     |           |

## 2006
| Nagroda                           | Kraj                                    | Nominacja                              | Kategoria                             | Wynik     |
| --------------------------------- | --------------------------------------- | -------------------------------------- | ------------------------------------- | --------- |
| American Music Awards             |                                         | Mariah Carey (Ona sama)                | Favorite Soul/R&B Female Artist       | Nominacja |
| American Music Awards             | Favorite Pop/Rock Female Artist         | Mariah Carey (Ona sama)                | Nominacja                             |           |
| American Music Awards             | The Emancipation Of Mimi                | Favorite Soul/R&B Album                | Nominacja                             |           |
| ASCAP Awards                      |                                         | We Belong Together                     | Song of the Year                      | Wygrana   |
| ASCAP Awards                      | Publisher of the Year                   | We Belong Together                     | Wygrana                               |           |
| ASCAP Awards                      | Publisher of the Year                   | Shake It Off                           | Wygrana                               |           |
| BET Awards                        |                                         | Mariah Carey (Ona sama)                | Best R&B Artists                      | Nominacja |
| BET Awards                        | Don't Forget About Us                   | Viewer's Choice                        | Nominacja                             |           |
| Billboard Music Awards            |                                         | Mariah Carey (Ona sama)                | Top Billboard 200 Album Female Artist | Nominacja |
| Billboard Music Awards            | Top R&B/Hip-Hop Female Artist           | Mariah Carey (Ona sama)                | Nominacja                             |           |
| Billboard Music Awards            | Top R&B/Hip-Hop Album Female Artist     | Mariah Carey (Ona sama)                | Nominacja                             |           |
| Billboard Music Awards            | Top Hot R&B/Hip-Hop Songs Artist        | Mariah Carey (Ona sama)                | Nominacja                             |           |
| Billboard Music Awards            | Top Hot R&B/Hip-Hop Songs Female Artist | Mariah Carey (Ona sama)                | Nominacja                             |           |
| Billboard Music Awards            | Top Hot Adult R&B Artist                | Mariah Carey (Ona sama)                | Nominacja                             |           |
| Billboard Music Awards            | Fly Like a Bird                         | Top Hot Adult R&B Song                 | Nominacja                             |           |
| Billboard Music Awards            | Don't Forget About Us                   | Top Hot Dance Club Play Single         | Nominacja                             |           |
| Billboard R&B/Hip-Hop Awards      |                                         | Mariah Carey (Ona sama)                | Top R&B/Hip Hop Artists               | Wygrana   |
| Billboard R&B/Hip-Hop Awards      | Top R&B/Hip Hop Female Artist           | Mariah Carey (Ona sama)                | Wygrana                               |           |
| Billboard R&B/Hip-Hop Awards      | Hot R&B/Hip-Hop Songs Artist            | Mariah Carey (Ona sama)                | Wygrana                               |           |
| Billboard R&B/Hip-Hop Awards      | Hot R&B/Hip-Hop Albums Artist           | Mariah Carey (Ona sama)                | Wygrana                               |           |
| Billboard R&B/Hip-Hop Awards      | The Emancipation of Mimi                | Top R&B/Hip-Hop Album                  | Wygrana                               |           |
| Billboard R&B/Hip-Hop Awards      | We Belong Together                      | Hot R&B/Hip-Hop Songs                  | Wygrana                               |           |
| Billboard R&B/Hip-Hop Awards      | We Belong Together                      | Hot R&B/Hip-Hop Airplay Songs          | Nominacja                             |           |
| BRIT Awards                       |                                         | Mariah Carey (Ona sama)                | Best International Female             | Nominacja |
| BMI Music Awards                  |                                         | We Belong Together                     | #1 Billboard Song                     | Wygrana   |
| BMI Music Awards                  | Most Performed Song                     | We Belong Together                     | Wygrana                               |           |
| BMI Music Awards                  | Most Performed Song                     | Shake It Off                           | Wygrana                               |           |
| BMI Music Awards                  | Most Performed Song                     | Don't Forget About Us                  | Wygrana                               |           |
| BMI Urban Music Awards            |                                         | Mariah Carey (Ona sama)                | Best Songwriter of the Year           | Wygrana   |
| BMI Urban Music Awards            | We Belong Together                      | Song of the Year                       | Wygrana                               |           |
| Channel V Music Video Awards      |                                         | Mariah Carey (Ona sama)                | Best International Female Artist      | Wygrana   |
| Gillette Venus Awards             |                                         | Mariah Carey (Ona sama)                | Celebrity Legs of A Goddess           | Wygrana   |
| Grammy Awards                     |                                         | The Emancipation of Mimi               | Best Contemporary R&B Album           | Wygrana   |
| Grammy Awards                     | Album of the Year                       | The Emancipation of Mimi               | Nominacja                             |           |
| Grammy Awards                     | We Belong Together                      | Best R&B Song                          | Wygrana                               |           |
| Grammy Awards                     | We Belong Together                      | Best Female R&B Vocal Performance      | Wygrana                               |           |
| Grammy Awards                     | We Belong Together                      | Record of the Year                     | Nominacja                             |           |
| Grammy Awards                     | We Belong Together                      | Song of the Year                       | Nominacja                             |           |
| Grammy Awards                     | It's Like That                          | Best Female Pop Vocal Performance      | Nominacja                             |           |
| Grammy Awards                     | Mine Again                              | Best Traditional R&B Vocal Performance | Nominacja                             |           |
| Groovevolt Music & Fashion Awards |                                         | The Emancipation of Mimi               | Album of the Year                     | Wygrana   |
| Groovevolt Music & Fashion Awards | Best Pop Female Album                   | The Emancipation of Mimi               | Wygrana                               |           |
| Groovevolt Music & Fashion Awards | We Belong Together                      | Song of the Year                       | Wygrana                               |           |
| Groovevolt Music & Fashion Awards | We Belong Together                      | Best Pop Female Song Performance       | Wygrana                               |           |
| Groovevolt Music & Fashion Awards | We Belong Together                      | Best R&B/Soul Female Song Performance  | Wygrana                               |           |
| Groovevolt Music & Fashion Awards | Circles                                 | Best Pop Unreleased Album Track        | Wygrana                               |           |
| MTV Video Music Awards            |                                         | Shake It Off                           | Best R&B Video                        | Nominacja |
| MTV Australia Video Music Awards  |                                         | Mariah Carey (Ona sama)                | Best Female Artist                    | Nominacja |
| MTV Australia Video Music Awards  | Shake It Off                            | Best R&B Video                         | Nominacja                             |           |
| MTV Video Music Awards Japan      |                                         | We Belong Together                     | Best R&B Video                        | Nominacja |
| MTV Video Music Awards Japan      | Best Female Video                       | We Belong Together                     | Nominacja                             |           |
| MTV's Total Request Live Awards   |                                         | Mariah Carey (Ona sama)                | 1st Lady Award                        | Wygrana   |
| NAACP Image Award                 |                                         | The Emancipation of Mimi               | Outstanding Album                     | Wygrana   |
| NAACP Image Award                 | Mariah Carey (Ona sama)                 | Outstanding Female Artist              | Nominacja                             |           |
| NAACP Image Award                 | We Belong Together                      | Outstanding Music Video                | Nominacja                             |           |
| NAACP Image Award                 | We Belong Together                      | Outstanding Song                       | Nominacja                             |           |
| NRJ Music Awards                  |                                         | Mariah Carey (Ona sama)                | International Female Artist           | Nominacja |
| Soul Train Music Awards           |                                         | We Belong Together                     | Best R&B/Soul Female Single           | Wygrana   |
| Soul Train Music Awards           | The Emancipation of Mimi                | Best R&B/Soul Female Album             | Wygrana                               |           |
| Wish Night Awards                 |                                         | Mariah Carey (Ona sama)                | Wish Icon Award                       | Wygrana   |
| WPGC Music Awards                 |                                         | Mariah Carey (Ona sama)                | Best Female Vocal                     | Wygrana   |
| WPGC Music Awards                 | We Belong Together                      | Best Song                              | Wygrana                               |           |
| WPGC Music Awards                 | We Belong Together                      | Best Slow Song                         | Wygrana                               |           |
| WPGC Music Awards                 | The Emancipation of Mimi                | Best Album                             | Wygrana                               |           |

## 2007
| Nagroda                                    | Kraj                  | Nominacja                         | Kategoria                   | Wynik     |
| ------------------------------------------ | --------------------- | --------------------------------- | --------------------------- | --------- |
| 55th BMI Pop Music Awards                  |                       | Shake It Off                      | Best Pop Songwriter         | Wygrana   |
| 55th BMI Pop Music Awards                  | Don't Forget About Us | Wygrana                           | Best Pop Songwriter         |           |
| Grammy Awards                              | Don't Forget About Us |                                   | Best R&B Song               | Nominacja |
| Grammy Awards                              | Don't Forget About Us | Best Female R&B Vocal Performance | Nominacja                   |           |
| Hollywood Walk Of Fame Awards              |                       | Mariah Carey (Ona sama)           | Recording Honoree           | Wygrana   |
| Operation Smile Award                      |                       | Mariah Carey (Ona sama)           | Smile Ambassador            | Wygrana   |
| VH1 Save The Music Anniversary Celebration |                       | Mariah Carey (Ona sama)           | Award for her Contributions | Wygrana   |

## 2008
| Nagroda                        | Kraj                                        | Nominacja               | Kategoria                                | Wynik     |
| ------------------------------ | ------------------------------------------- | ----------------------- | ---------------------------------------- | --------- |
| American Music Awards          |                                             | Mariah Carey (Ona sama) | Honorary Award                           | Wygrana   |
| American Music Awards          | Favorite Pop/Rock Female Artist             | Mariah Carey (Ona sama) | Nominacja                                |           |
| American Music Awards          | E=MC²                                       | Favorite Soul/R&B Album | Nominacja                                |           |
| Billboard Music Awards         |                                             | Mariah Carey (Ona sama) | Top R&B/Hip-Hop Female Artist            | Nominacja |
| Billboard Music Awards         | Top R&B/Hip-Hop Album Female Artist         | Mariah Carey (Ona sama) | Nominacja                                |           |
| BMI Pop Music Awards           |                                             | Touch My Body           | Best Pop Songwriter                      | Wygrana   |
| Basenotes Fragrance Awards     |                                             | M                       | Best New Women's Fragrance               | Nominacja |
| Basenotes Fragrance Awards     | Best Women's Fragrance for Day Wear         | M                       | Nominacja                                |           |
| Basenotes Fragrance Awards     | Best designer, mainstream or fine fragrance | M                       | Wygrana                                  |           |
| Basenotes Fragrance Awards     | Best Celebrity Women's Fragrance            | M                       | Wygrana                                  |           |
| BET Awards                     |                                             | Touch My Body           | Best Comedic Video                       | Nominacja |
| BET Awards                     | Mariah Carey (Ona sama)                     | Best R&B Female Artist  | Nominacja                                |           |
| BET Awards                     | Mariah Carey (Ona sama)                     | Beautiful Healthy Smile | Wygrana                                  |           |
| Choice FM Awards               | Mariah Carey (Ona sama)                     |                         | Choice Hall of Fame                      | Wygrana   |
| FiFi Awards                    |                                             | M                       | Best Women's Luxe                        | Nominacja |
| Long Island Music Hall of Fame |                                             | Mariah Carey (Ona sama) | Music Hall of Fame Inductee              | Wygrana   |
| Mobo Awards                    |                                             | Mariah Carey (Ona sama) | Best International Act                   | Nominacja |
| MTV Video Music Awards         |                                             | Touch My Body           | Best Female Video                        | Nominacja |
| MTV Video Music Awards Japan   |                                             | Mariah Carey (Ona sama) | MTV Video Vanguard Award                 | Wygrana   |
| Teen Choice Awards             |                                             | Mariah Carey (Ona sama) | Choice Music: Female Artist              | Nominacja |
| Teen Choice Awards             | Bye Bye                                     | Choice Music: R&B Track | Nominacja                                |           |
| Time 100                       |                                             | Mariah Carey (Ona sama) | 100 Most Influential People In The World | Wygrana   |
| World Music Awards             |                                             | Mariah Carey (Ona sama) | Special Achievement Award                | Wygrana   |
| World Music Awards             | Best Selling R&B Female                     | Mariah Carey (Ona sama) | Nominacja                                |           |

## 2009
| Nagroda                                  | Kraj               | Nominacja                  | Kategoria                                       | Wynik     |
| ---------------------------------------- | ------------------ | -------------------------- | ----------------------------------------------- | --------- |
| Alliance of Women Film Journalists Award |                    | Mariah Carey (Ona sama)    | Best Ensemble Cast                              | Nominacja |
| ASCAP Awards                             |                    | Obsessed                   | Most Performed Song                             | Wygrana   |
| Billboard Music Awards                   |                    | Obsessed                   | Top Hot 100 Single Sales                        | Nominacja |
| Billboard Music Awards                   | We Belong Together | Hot 100 Song of the Decade | Wygrana                                         |           |
| Billboard Music Awards                   | We Belong Together | Radio Song of the Decade   | Wygrana                                         |           |
| Ebony Magazine                           |                    | Mariah Carey (Ona sama)    | Ten Hottest Couple                              | Wygrana   |
| Grammy Awards                            |                    | I Understand               | Best Gospel Performance                         | Nominacja |
| NAACP Image Awards                       |                    | Mariah Carey (Ona sama)    | NAACP Image Award for Outstanding Female Artist | Nominacja |
| MTV Cribs Awards                         |                    | Mariah Carey (Ona sama)    | Coolest Cribs Closet                            | Wygrana   |
| MOBO Awards                              |                    | Mariah Carey (Ona sama)    | Best International Act                          | Nominacja |
| MTV Video Music Awards Japan             |                    | Touch my Body              | Best Karaokee! Song                             | Nominacja |
| Virgin Media Record Awards               |                    | 'E=MC²                     | Comeback of the Year                            | Nominacja |
| WAFCA Awards                             |                    | Mariah Carey (Ona sama)    | Best Ensemble                                   | Nominacja |

## 2010
| Nagroda                                            | Kraj                          | Nominacja               | Kategoria                               | Wynik     |
| -------------------------------------------------- | ----------------------------- | ----------------------- | --------------------------------------- | --------- |
| 28th ASCAP Awards                                  |                               | We Belong Together      | Song of the Decade                      | Wygrana   |
| BAFTA Awards                                       |                               | Mariah Carey (Ona sama) | Best Supporting Actress                 | Nominacja |
| Black Reel Awards                                  |                               | Mariah Carey (Ona sama) | Best Ensemble                           | Wygrana   |
| Black Reel Awards                                  | Best Supporting Actress       | Mariah Carey (Ona sama) | Nominacja                               |           |
| Boston Society of Film Critics Awards              |                               | Mariah Carey (Ona sama) | Best Cast                               | Wygrana   |
| Annual Capri Hollywood International Film Festival |                               | Mariah Carey (Ona sama) | Best Supporting Actress                 | Wygrana   |
| Keepers Of The Dream Awards                        |                               | Mariah Carey (Ona sama) | James Brown Cultural Excellence Award   | Wygrana   |
| NAACP Image Awards                                 |                               | Mariah Carey (Ona sama) | Best Supporting Actress                 | Nominacja |
| NAACP Image Awards                                 | Memoirs of an Imperfect Angel | Outstanding Album       | Nominacja                               |           |
| NRJ Music Awards                                   |                               | Mariah Carey            | International Female Artist of the Year | Nominacja |
| Palm Springs International Film Festival           |                               | Mariah Carey            | Breakthrough Performance Award          | Wygrana   |
| People's Choice Awards                             |                               | Mariah Carey            | Favorite R&B Artist                     | Wygrana   |
| Screen Actors Guild Awards                         |                               | Mariah Carey            | Outstanding Performance by a Cast       | Nominacja |

## 2011
| Nagroda            | Kraj | Nominacja                                          | Kategoria                                         | Wynik     |
| ------------------ | ---- | -------------------------------------------------- | ------------------------------------------------- | --------- |
| Ebony Magazine     |      | Mariah Carey                                       | Most Intoxicating Couples                         | Wygrana   |
| Annual FiFi Awards |      | Mariah Carey’s Lollipop Bling Fragrance Collection | Best Packaging of the Year – Women's Broad Appeal | Nominacja |
| LA Weekly          |      | Honey (The Bad Boy Remix)                          | Best Rap Remixes Of '90s R&B Songs                | Wygrana   |
| Noble Gift Gala    |      | Mariah Carey                                       | Noble Gift Humanitarian Award                     | Wygrana   |

## 2012
| Nagroda             | Kraj            | Nominacja          | Kategoria                                        | Wynik   |
| ------------------- | --------------- | ------------------ | ------------------------------------------------ | ------- |
| Billboard Magazine  |                 | We Belong Together | The 30 Biggest Heartbreak Hits                   | Wygrana |
| Billboard Magazine  | Love Takes Time | Nominacja          | The 30 Biggest Heartbreak Hits                   |         |
| BET Honors          |                 | Mariah Carey       | Entertainers Award                               | Wygrana |
| VH1                 |                 | Mariah Carey       | 100 Greatest Women In Music in the last 20 years | Wygrana |
| People Magazine     |                 | Mariah Carey       | Most Beautiful Women                             | Wygrana |
| VH1                 |                 | Mariah Carey       | Greatest Artist Of The 90's                      | Wygrana |
| Do Something Awards |                 | Mariah Carey       | Do something                                     | Wygrana |
| BMI Urban Awards    |                 | Mariah Carey       | BMI Icon Songwriter                              | Wygrana |